# Nadine Angerer
Nadine Marejke Angerer, född 10 november 1978 i Lohr am Main i Bayern, är en tysk fotbollsmålvakt som spelar i det tyska landslaget och för klubblaget Portland Thorns FC. Vid fotbollsturneringen under OS 2008 i Peking deltog hon i det tyska lag som tog brons. Hon ingick även i Tysklands OS-lag 2000 och 2004 men fick inte speltid i de turneringarna.